# Daniel Gräber
Daniel Gräber (* 1980) ist ein deutscher Journalist und Buchautor. Er ist seit 2025 Mitglied der Chefredaktion von Apollo News.

## Leben
Nach dem Abitur in Karlsruhe studierte Daniel Gräber Politikwissenschaft und Publizistik an der Freien Universität Berlin. Später wechselte er in den Diplom-Studiengang Journalistik der Universität Leipzig. Er absolvierte ein Redaktionsvolontariat bei der Badischen Zeitung in Freiburg und wurde dann Redakteur der zum selben Verlag gehörenden regionalen Wochenzeitung Der Sonntag.
Von 2017 bis 2019 war Daniel Gräber Lokalreporter der Frankfurter Neuen Presse in Frankfurt am Main. Dort deckte er einen Skandal um Korruption und Betrug bei der Arbeiterwohlfahrt (AWO) mit auf. Zunächst veröffentlichte er seine Recherchen in der Frankfurter Neuen Presse, dann auch gemeinsam mit Volker Siefert im Hessischen Rundfunk. Ihre Berichte über die überhöhte Bezahlung der Ehefrau des Frankfurter Oberbürgermeisters Peter Feldmann, die als Leiterin einer Kindertagesstätte der AWO arbeitete, und ihren Dienstwagen führten zu Ermittlungen der Staatsanwaltschaft wegen des Verdachts der Vorteilsannahme im Amt. Feldmann wurde daraufhin rechtskräftig verurteilt und als Oberbürgermeister abgewählt.
Von 2019 bis 2021 arbeitete Daniel Gräber als Wirtschaftsredakteur bei den Badischen Neuesten Nachrichten in Karlsruhe. Von April 2021 bis Juni 2025 leitete er das Wirtschaftsressort „Kapital“ der politischen Monatszeitschrift Cicero und ist seit Juli 2025 Mitglied der Chefredaktion von Apollo News.
Im November 2022 klagte er gegen das von Robert Habeck geführte Bundesministerium für Wirtschaft und Klimaschutz, um die Herausgabe von Akten zur Laufzeitverlängerung von Kernkraftwerken durchzusetzen. Im Februar 2024 entschied das Verwaltungsgericht Berlin zu seinen Gunsten, die beiden Urteile wurden rechtskräftig. In der Mai-Ausgabe von Cicero veröffentlichte Daniel Gräber daraufhin die Titelgeschichte Habecks Geheimakten – Wie die Grünen beim Atomausstieg getäuscht haben. Der Blog Volksverpetzer warf Gräber daraufhin vor, die Akten falsch interpretiert und „Dinge dazugedichtet“ zu haben, „um einen Skandal zu erfinden“. Dagegen klagte Cicero auf Unterlassung, konnte sich vor Gericht aber nicht gegen Volksverpetzer durchsetzen. Die Fraktion von CDU und CSU im Bundestag setzte aufgrund der Recherchen von Daniel Gräber einen parlamentarischen Untersuchungsausschuss ein, der sich im Juli 2024 konstituierte.

## Auszeichnungen
- 2013: Ralf-Dahrendorf-Preis für Lokaljournalismus, gemeinsam mit Wolfgang Messner von der Stuttgarter Zeitung[19]
- 2015: Axel-Springer-Preis für junge Journalisten[20]
- 2020: Nominierung für den Nannen Preis, Kategorie „Lokale Investigative Leistung“[21]

## Bücher
- Akte Atomausstieg. Das Ende der Kernkraft und das Scheitern der Energiewende. Herder Verlag, Freiburg 2025, ISBN 978-3-451-07341-0.